# Stemming en notatie in de Turkse muziek
De stemming en notatie in de Turkse muziek is deels afwijkend van die in de westerse muziek gebruikelijk is.

## Stemming in de Turkse klassieke muziek
De Turkse muziektheorie verdeelt het octaaf in 53 delen. Ter vergelijking: in de westerse muziek wordt het octaaf in 12 gelijke stukken verdeeld. De 53 stukjes worden ‘komma's’ (Turks: koma) genoemd. Een hele toon is bijvoorbeeld negen komma's, een halve toon vier komma's.
Deze praktische en pragmatische benadering stelt de Turkse instrumentalisten in staat om belangrijke intervallen (kwart en kwint) nagenoeg 'zuiver' (rein) te spelen. De mate waarin een interval in het algemeen als meer harmonisch, of 'zuiver' wordt ervaren, hangt samen met de verhouding van de trilling van de afzonderlijke tonen. Kortom: hoe eenvoudiger de verhouding, des te 'harmonischer' de samenklank. Vanuit deze intervallen wordt een toonladder opgebouwd, met zeven basistonen per octaaf.
De Turkse muzikanten kunnen naar behoefte per komma of meer verstemmen. Op viool of ud is dit eenvoudig, de muzikant verschuift zijn vinger een klein eindje op de toets. Op de Qanûn zit aan ieder koor van snaren een stuk of negen palletjes, die elk een komma verstemmen. Op een tanbur en saz zit een gelijkaardige veelheid aan extra fretten. Blazers gebruiken hulpgrepen of hun embouchure.
De notatie in centen geeft een enigszins grafisch idee van hoe geïntoneerd moet worden ten opzichte van de piano, die in principe per halve toon stapjes van 100 cent neemt.
| Benaming                  | Trillingsverhouding | cent | komma |
| ------------------------- | ------------------- | ---- | ----- |
| Zuivere grote terts       | 5/4                 | 386  | 17    |
| Zuivere kleine terts      | 6/5                 | 316  | 13    |
| Zuivere grote hele toon   | 9/8                 | 204  | 9     |
| Zuivere kleine hele toon  | 10/9                | 182  | 8     |
| Zuivere grote halve toon  | 16/15               | 112  | 5     |
| Zuivere kleine halve toon | 256/243             | 90   | 4     |

De zuivere intervallen worden door kommastapeling heel dicht benaderd (zie berekeningen). 
De reine kleine terts heeft trillingsverhouding 5/6, in cent 316. Het verschil met de pythagoreïsche kleine terts heet het 'didymische komma', 21,6 cent
De basistoonladder ziet er als volgt uit, met de afstand tot de volgende toon in zowel komma als cent erbij:
| Toon (Arabisch) | Turks    | komma | cent | notatie |
| --------------- | -------- | ----- | ---- | ------- |
| Rast            | Bolâhenk | 9     | 204  | G       |
| Dügâh           | Dâvud    | 9     | 204  | A       |
| Buselik         | Şah      | 4     | 90   | B       |
| Çargâh          | Mansur   | 9     | 204  | C       |
| Neva            | Kız      | 9     | 204  | D       |
| Hüseyni         | Yıldız   | 4     | 90   | E       |
| Acem            | Sipürde  | 9     | 204  | F       |
| Gerdaniye       | Yerinde  |       |      | G’      |

## Notatie
De Turkse muziek gebruikt sinds de 19e eeuw een gewone notenbalk en noteert in de G-sleutel. Met de ‘rast’ wordt standaard ‘sol’ bedoeld, die genoteerd wordt op de tweede balk van onder, dus waar in onze G-sleutelnotatie de toon G staat. Als de sol als piano-G klinkt, spreekt men van ´Mansur´ of `Yerinde', als de sol als piano-D klinkt, spreekt men van ´Bolahenk´ enzovoorts.
Muzieknotatie vindt dus altijd in dezelfde toonsoort plaats. De musici transponeren al spelend. De voortekens dienen niet om de toonsoort aan te geven, maar om de in de makam gebruikte modus vast te leggen. 
Men neemt dus een partituur, waarna wordt afgesproken of het bolahenk (G=D) zal worden, of yerinde (G=G), of kız neyi (G=A), of süpürde (G=C) enz.
In de praktijk worden de volgende voortekens gebruikt:
| teken             | komma's | cent | kruis/mol  | opmerkingen                                                                                     |
| ----------------- | ------- | ---- | ---------- | ----------------------------------------------------------------------------------------------- |
| 8 komma verlaging | -8      | -177 | 16/9 mol   |                                                                                                 |
| 4 komma verlaging | -4      | -92  | 8/9 mol    | kleine halve toon                                                                               |
| 1 komma verlaging | -1      | -22  | 2/9 mol    | 1 komma in 'Rast', 2 en 3 komma in Dügâh in kwarttoonmuziek is dit een halve mol ofwel -50 cent |
| 1 komma verhoging | +1      | +22  | 2/9 kruis  | In kwarttoonmuziek is dit een half kruis ofwel +50 cent                                         |
| 5 komma verhoging | +5      | +115 | 10/9 kruis | grote halve toon                                                                                |
| 8 komma verhoging | +8      | +177 | 16/9 kruis |                                                                                                 |

Er is van de Osmaanse muziek een geweldige schat aan genoteerde muziek overgebleven, en tot op de dag van vandaag wordt in de traditie gecomponeerd. In de Turkse canon van componisten vindt men namen uit alle denominaties en streken, bijvoorbeeld Mısırlı Ibrahim (Bram de Egyptenaar), als Avram Levy geboren in Aleppo, of Tanburi Cemil Bey (meneer Cemil de tanburspeler), met een Roemeense Roma achtergrond.
De Turken componeren in een 'makam' (uit het Arabisch 'maqam'), een tonaliteit. Deze bestaat uit een toonladder met een karakteristieke melodische ontwikkeling, de 'seyir', dus eigenlijk de reis die de melodie maakt. Belangrijk is ook 'çeşni'. Het wordt gebruikt om de 'smaak' van een makam aan te duiden, meest in een reeks van slechts vier of vijf tonen.
De zuivere stemming, met daarin verschuivende intervallen o.a. geeft de Turkse muziek haar spannende melos, dat overigens met grote elegantie en vrijheid ‘gekalligrafeerd’ wordt, op dikwijls onnavolgbare wijze. De finesse hiervan staat niet genoteerd, maar wordt overgedragen van meester op leerling middels voorbeeld. Het Turkse begrip hiervoor is 'meşk'. Ook de precieze gespeelde intonatie is soms in de praktijk net iets anders dan genoteerd. In Uşşak en Hüseyni (begint op A, dügah), wordt de met één komma verlaagde B toch lager geïntoneerd. De met 4 komma's verlaagde E in Hüzzam en Karcığar klinkt ook altijd hoger.
De Turkse kunstmuziek is vanouds in essentie melodisch, en kent geen uitgebreide harmonie.